# Herb Adderley
Herbert Allen „Herb“ Adderley (8. Juni 1939 in Philadelphia, Pennsylvania – 30. Oktober 2020) war ein US-amerikanischer American-Football-Spieler auf der Position des Cornerbacks. Er spielte zwischen 1961 und 1972 bei den Green Bay Packers und den Dallas Cowboys in der National Football League (NFL). Er wurde mit den Packers dreimal NFL-Meister und gewann mit ihnen zwei Super Bowls. Mit den Dallas Cowboys gewann er einen weiteren Super Bowl. 1980 wurde er in die Pro Football Hall of Fame aufgenommen.

## College
Adderley besuchte die Michigan State University in East Lansing, wo er von 1958 bis 1960 für die Spartans unter Head Coach Duffy Daugherty als Halfback und daneben auch als Defensive Back spielte. Dort erlief er 1959 die meisten Yards und verbuchte 1959 und 1960 die meisten gefangenen Pässe. 1960 wurde Adderley in das All-Star-Team der Big Ten Conference gewählt. Er beendete seine College-Karriere mit 813 Rushing Yards sowie vier erlaufenen Touchdowns und 28 gefangenen Pässen für 519 Yards und vier weitere Touchdowns. Für seine Leistungen am College wurde er in die Michigan Sports Hall of Fame aufgenommen.

## NFL
Adderley wurde in der ersten Runde des NFL Drafts 1961 von den Green Bay Packers als 12. Spieler ausgewählt. Er begann seine Profi-Karriere als Halfback, wurde aber während seiner Rookiesaison von Head Coach Vince Lombardi zum Cornerback umgeschult. Zunächst war Adderley als Backup für die späteren Hall-of-Fame-Spieler Paul Hornung und Jim Taylor vorgesehen. Wegen einer Verletzung von Cornerback Hank Gremminger im Thanksgiving-Spiel gegen die Detroit Lions sprang Adderley auf dieser Position in der Defense ein. Dabei trug er mit einer Interception im vierten Viertel wesentlich zum 17:9-Sieg der Packers bei. Auf der neuen Position gelangen Adderley in zwölf Jahren 48 Interceptions, welche er für 1046 Yards zurück trug und dabei sieben Touchdowns erzielte.
Vor der Zeit des Super Bowls gewann Adderley mit den Green Bay Packers drei NFL-Meisterschaften. Zusätzlich gewann er, ebenfalls mit den Packers, die ersten beiden Super Bowls. Im Super Bowl II gelang ihm eine Interception. Anschließend trug er den Ball 60 Yards für einen Touchdown zurück. Nach Uneinigkeiten mit dem Head Coach der Packers, Phil Bengtson, der auf Lombardi nach dessen Karriereende gefolgt war, wurde Adderson vor Beginn der Saison 1970 im Austausch gegen Center Malcolm Walker und Defensive End Clarence Williams an die Dallas Cowboys abgegeben.
Nach der Saison 1971 gewann Adderley den Super Bowl VI mit den Cowboys. Während der Saison 1972 verlor Adderley seinen Platz als Stammspieler. Im Juli 1973 gaben die Cowboys Adderley per Trade an die Los Angeles Rams ab. Er spielte allerdings nie für die Rams und beendete seine Karriere.
Adderley war einer der besten Cornerbacks der 1960er Jahre und wurde aus diesem Grund in das NFL All-Decade Team der 1960er Jahre gewählt. Zusätzlich zu seiner Tätigkeit als Cornerback spielte er auch als Kickoff-Returner eingesetzt. In seiner 12-jährigen Karriere trug er 120 Kickoffs für 3080 Yards (25,7 Yards pro Return) und zwei Touchdowns zurück. Zu seiner aktiven Zeit wog er ungefähr 93 kg, bei einer Größe von 1,83 m.
1980 wurde Herb Adderley in die Pro Football Hall of Fame aufgenommen. Adderley starb am 30. Oktober 2020 im Alter von 81 Jahren.
Der Safety Nasir Adderley, der in der zweiten Runde des NFL Draft 2019 von den Los Angeles Chargers ausgewählt wurde, ist der Enkel eines Cousins von Herb Adderley.